# Monte Forte (Lazio)
Monte Forte (1315,8 m s.l.m.)  è una montagna dei Monti Aurunci nell'Antiappennino laziale.
Si trova nel Lazio tra le province di Frosinone e quella di Latina, tra i comuni di Spigno Saturnia e Esperia, all'interno del territorio del parco naturale dei Monti Aurunci.